# Vrâncioaia
Vrâncioaia – wieś w Rumunii, w okręgu Vrancea, w gminie Vrâncioaia. W 2011 roku liczyła 562
mieszkańców.